# 布雷沃讷
布雷沃讷（法語：Brévonnes，法語發音：[bʁevɔn]）是法国奥布省的一个市镇，属于特鲁瓦区。

## 地理
布雷沃讷（48°21'25"N, 4°23'56"E）面积19.77 平方千米，位于法国大東部大區奥布省，该省份为法国中北部省份，北起马恩省，西接塞纳-马恩省，西南至约讷省，东南至科多尔省，东临上马恩省。
与布雷沃讷接壤的市镇（或旧市镇、城区）包括：瓦勒多宗、马托、佩勒和代尔、皮内、拉东维利耶。

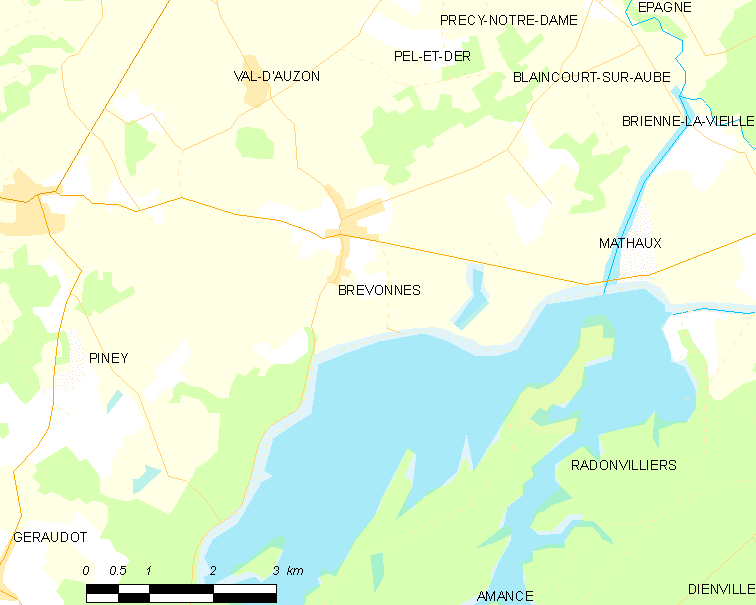
布雷沃讷的OSM定位图

布雷沃讷的时区为UTC+01:00、UTC+02:00（夏令时）。

## 行政
布雷沃讷的邮政编码为10220，INSEE市镇编码为10061。

## 政治
布雷沃讷所属的省级选区为布列讷堡县。

## 人口

1962-2008年间布雷沃讷人口变化图示

布雷沃讷于2022年1月1日时的人口数量为667人。